# Money for Nothing

Look at that! Look at that! Video của bài hát sử dụng hoạt hình máy tính thời kỳ đầu để minh họa cho lời bài hát. Những hoạt cảnh này có vẻ thô sơ theo các tiêu chuẩn hiện đại, cuốn video là một trong những cuốn đầu tiên có các nhân vật tạo ra bởi hoạt hình máy tính - và được coi là đầy mới lạ tại thời điểm phát hành.

"Money for Nothing" là tên một bài hát của ban nhạc Dire Straits lần đầu tiên được xuất hiện trong album Brothers in Arms vào năm 1985 và sau đó trở thành một hit quốc tế khi ra phiên bản dạng đĩa đơn. Bài hát nổi tiếng bởi sự tranh luận trong lời hát của nó, music video đầy mới lạ và diễn xuất cameo của nhạc sĩ Sting khi hát phần giới thiệu mỉa mai của bài hát và ở phần điệp khúc thì vay mượn tên một kênh truyền hình "I want my MTV". Bài hát lần đầu được phát trên MTV châu Âu khi kênh bắt đầu hoạt động vào ngày 1 tháng 8 năm 1987.
Lời bát hát được viết bởi Mark Knopfler and Sting, mặc dù Sting chỉ đóng góp được câu "I Want My MTV", câu này cũng có trong bài "Don't Stand So Close To Me" của anh, phiên bản đầu tiên được ghi âm bởi The Police.
Dire Straits trình diễn Money For Nothing vào Buổi hoà nhạc Live Aid năm 1985 ở sân vận động Wembley. Điều này đã tạo nên sự kiện trong lĩnh vực trình diễn ngoài trời. Sting là vị khách được mời trong buổi trình diễn này. Và kết quả của ngày hôm đó có được không chỉ là giới thiệu bài hát mà còn giúp Dire Straits đã trở thành một ban nhạc nổi tiếng trên thế giới.

## Sự tranh luận

Hoạt hình trong bài hát Money for nothing trong album Brothers in Arm của ban nhạc

Có điều gì đó không bình thường trong lời bài hát, lời được viết từ quan điểm của một nhân vật, một người công nhân lao động đang xem các video âm nhạc và bình luận về những gì anh ta xem được. Người trưởng nhóm Dire Straits và người viết bài hát Mark Knopfler miêu tả về quá trình sáng tác bài hát trong cuộc phỏng vấn vào năm 1985 với nhà phê bình Bill Flanagan như sau: 
Nhân vật trong "Money for Nothing" là một chàng trai làm việc ở một kho lưu giữ các thiết bị của vô tuyến/tủ lạnh/lò vi sóng. Anh ta đang hát. Tôi đã viết bài hát khi tôi đang ở thực sự trong nhà kho. Tôi đã mượn một ít giấy và cầm bút bắt đầu viết lời bài hát. Tôi đã muốn sử dụng rất nhiều ngôn ngữ mà anh chàng đó đang hát và lời hát thực tế đúng như vậy.
Sự quan sát nhân vật một cách lộ liễu bao gồm cả sự tham khảo của nhạc sĩ "banging on the bongos like a chimpanzee" và sự miêu tả của một ca sĩ như "little faggot with the earring and the makeup", và sự ca thán rằng người nghệ sĩ là "money for nothing and chicks for free". Những lời trong bài hát này đã bị chỉ trích mạnh mẽ như là những tuyên ngôn về giới tính, homophobia và chủ nghĩa phân biệt chủng tộc, và trong một vài phiên bản sau đó của bài hát, lời đã được hiệu chỉnh lại cho đỡ hơn. Ví dụ: từ "faggot" thường được thay thế bằng từ "mother"; "little mother, he's a millionaire". Phần còn lại trong đoạn thứ hai của bài hát đã bị bỏ đi khi biên soạn lại Sultans of Swing: The Very Best of Dire Straits and thay thế bằng âm thanh của nhạc cụ. Trong cuộc phỏng vấn cuối năm 1985 trên tạp chí Rolling Stone, Knopfler đã bày tỏ sự pha trộn cảm xúc trong cuộc tranh luận về vấn đề này:
Tôi nhận được sự phản đối của người biên tập một tạp chí về đồng tính luyến ái ở London - thật sự anh ta đã nói nó ở dưới vành đai. Một phần từ sự thật rằng sự ngu ngốc của những người đồng tính cũng như những người khác, có lẽ là anh đừng để bài hát có nhiều nghĩa như vậy - anh phải chuyển hướng đi. Thực tế, tôi vẫn đang băn khoăn theo hai hướng là đó có phải là ý kiến hay để viết các bài hát xuất phát từ một người hay từ các người khác nữa.

## Đĩa video
Video của bài hát sử dụng hoạt hình máy tính thời kỳ đầu để minh họa cho lời bài hát. Những hoạt cảnh này có vẻ thô sơ theo các tiêu chuẩn hiện đại, cuốn video là một trong những cuốn đầu tiên có các nhân vật tạo ra bởi hoạt hình máy tính - và được coi là đầy mới lạ tại thời điểm phát hành.

Bìa đĩa Money for Nothing

Gavin Blair và Ian Pearson tạo hoạt hình ở xưởng sản xuất Rushes Post ở London, sử dụng hệ thống Bosch FGS-4000 CGI. Những người làm hoạt hình tiếp tục tìm kiếm hoạt hình máy tính ở xưởng phim Mainframe Entertainment, và bổ sung vào video "Money for Nothing" một đoạn hình trong sê-ri ReBoot của họ. Video này cũng có cả phần trình diễn của Dire Straits, với một phần hoạt hình rotoscoped trong ánh sáng màu của đèn neon, mà chúng ta có thể nhìn thấy nó ở bìa đĩa.

## Những ảnh hưởng
Knopfler đã làm mẫu âm thanh ghi ta cho bài hát được ghi theo âm thanh ghi ta có thương hiệu của tay chơi Billy Gibbons trong ban nhạc ZZ Top, lúc đó các video nhạc của ZZ Top đang giữ vị trí chủ đạo trong thời kỳ đầu của MTV. Gibbons sau đó đã nói trong cuộc phỏng vấn với tạp chí Musician vào năm 1986 rằng Knopfler đã gạ Gibbons về việc sao lại âm thanh, thêm vào đó, "Anh ta không phải là một half-bad job, xét ra thì tôi chẳng nói gì với anh ta cả!" Cái "không phải là một half-bad job" của Knopfler chỉ đến việc Knopfler dùng một đàn guitar Gibson Les Paul thay vì đàn guitar Fender Stratocaster mà anh vẫn thường dùng.
Như một lời chú thích, cuốn video TV Dinners của ZZ Top từ năm 1983 vẫn là sự mới lạ vì sự kết hợp của hoạt hình và những cảnh quay sống động. Một cảnh trong video Dire Straits, là sự tan rữa trong lò vi sóng của cái đầu đang bị đóng băng của một nhân vật, cảnh đó cũng đã xuất hiện trong những video đầu tiên của ZZ Top.

## Sự bắt chước
"Weird Al" Yankovic  đã viết một tên bắt chước như vậy "Money For Nothing/Beverly Hillbillies" cho bộ phim UHF của ông vào năm 1989. Theo ngụ ý của tiêu đề, bài hát này đã pha trộn chủ đề của The Beverly Hillbillies với âm thanh của "Money For Nothing". Knopfler đã thay đổi lại và ghi một phần đoạn ghi ta chơi trong bài hát, sửa lại một chút phần của ông trong phiên bản đầu tiên. Cuốn video cũng đã được Weird Al xử lý với hình ảnh thô sơ được tạo bằng máy tính của Yankovic xuất hiện trong cuốn băng.